# Burton (Ohio)
Burton es una villa ubicada en el condado de Geauga en el estado estadounidense de Ohio. En el Censo de 2010 tenía una población de 1455 habitantes y una densidad poblacional de 535,54 personas por km².

## Geografía
Burton se encuentra ubicada en las coordenadas 41°28′14″N 81°8′42″O / 41.47056, -81.14500. Según la Oficina del Censo de los Estados Unidos, Burton tiene una superficie total de 2.72 km², de la cual 2.71 km² corresponden a tierra firme y (0.19%) 0.01 km² es agua.

## Demografía
Según el censo de 2010, había 1455 personas residiendo en Burton. La densidad de población era de 535,54 hab./km². De los 1455 habitantes, Burton estaba compuesto por el 97.18% blancos, el 1.24% eran afroamericanos, el 0.07% eran amerindios, el 0.76% eran asiáticos, el 0% eran isleños del Pacífico, el 0.34% eran de otras razas y el 0.41% pertenecían a dos o más razas. Del total de la población el 1.31% eran hispanos o latinos de cualquier raza.